# فلکسیو
فلکسیو (به فرانسوی: Flaxieu) یک کمون (فرانسه) در فرانسه است که در ان (اوورنی-رون-آلپ) واقع شده‌است. فلکسیو ۲٫۷۹ کیلومتر مربع مساحت دارد ۲۷۵ متر بالاتر از سطح دریا واقع شده‌است.